# Jean-Claude Kamfwa Kimimba
 (juillet 2022).
Jean-Claude Kamfwa Kimimba, né le 20 juin 1962 à Sakania, est une personnalité politique congolaise (RDC), vice-gouverneur de la province du Haut-Katanga depuis 2019 et cadre du parti politique Congrès national congolais de Puis Muabilu.